# Duisburger SpV
Duisburger SpV – niemiecki klub piłkarski z siedzibą w mieście Duisburg, w kraju związkowym Nadrenia Północna-Westfalia, działający w latach 1900–1964.

## Historia
Klub został założony jako Duisburger SpV w 1900 roku, w 1943 zmienił nazwę na KSG SpV/48/99 Duisburg. W 1945 rozwiązany i założony na nowo jako Duisburger SpV 1900
24 lipca 1964 połączył się z TuS Duisburg 48/99 tworząc Eintracht Duisburg.

## Sezony
- 1947/48 (II) Landesliga Niederrhein Gruppe 3. 1. miejsce (mistrz)
- 1948/49 (II) Landesliga Niederrhein Gruppe 3. 1. miejsce (mistrz, awans do Oberligi)
- 1949/50 (I) Oberliga West 10. miejsce
- 1950/51 (I) Oberliga West 16. miejsce (spadek do 2. Oberligi)
- 1951/52 (II) 2. Oberliga West Gruppe 2. 3. miejsce
- 1952/53 (II) 2. Oberliga West 3. miejsce
- 1953/54 (II) 2. Oberliga West 1. miejsce (mistrz, awans do Oberligi)
- 1954/55 (I) Oberliga West 8. miejsce
- 1955/56 (I) Oberliga West 4. miejsce
- 1956/57 (I) Oberliga West 2. miejsce (wicemistrz, awans do Deutsche Meisterschaft)
- 1957/58 (I) Oberliga West 10. miejsce
- 1958/59 (I) Oberliga West 9. miejsce
- 1959/60 (I) Oberliga West 5. miejsce
- 1960/61 (I) Oberliga West 13. miejsce
- 1961/62 (I) Oberliga West 16. miejsce (spadek do 2. Oberligi)
- 1962/63 (II) 2. Oberliga West 8. miejsce (przeniesiony do nowej Regionalligi)
- ---- reorganizacja rozgrywek piłkarskich w Niemczech ----
- 1963-64 (II) Regionalliga West 9. miejsce (połączył się z TuS Duisburg 48/99 tworząc Eintracht Duisburg)

## Sukcesy
- 10 sezonów w Oberlidze West (1. poziom): 1949/50-1950/51 i 1954/55-1961/62.
- 4 sezony w 2. Oberlidze West (2. poziom): 1951/52-1953/54 i 1962/63.
- 1 sezon w Regionallidze West (2. poziom): 1963/64.
- wicemistrzostwo Niemiec: 1913.
- mistrzostwo Zachodnich Niemiec: 1904, 1905, 1908, 1910, 1911, 1913, 1914, 1921, 1924, 1925 i 1927.
- wicemistrzostwo Zachodnich Niemiec: 1929.

## Literatura
- Werner Raupp: Toni Turek – „Fußballgott“. Eine Biographie. Hildesheim: Arete Verlag 2019 (1., durchgesehene Auflage.) ISBN 978-3-96423-008-9, S. 15–52.